# Noegus actinosus
Noegus actinosus är en spindelart som beskrevs av Simon 1900. Noegus actinosus ingår i släktet Noegus och familjen hoppspindlar. Inga underarter finns listade i Catalogue of Life.